# Frits Hijmans
Frederik (Frits) Hijmans (Amsterdam, 12 februari 1881 – Den Haag, 31 mei 1958) was een Haagse arts en uroloog.
Hijmans was zoon van de Joodse effectenhandelaar André Hijmans en de bankiersdochter Hesje Zadoks en de oudste broer van organisatieadviseur Ernst Hijmans. Frits volgde zijn studies en een assistentschap bij professor Lanz. 
Tussen 1912 en 1916 nam hij diverse malen deel aan Nederlandse ambulances in het buitenland. Hij was actief tijdens de beide Balkanoorlogen. In 1912 voegde hij zich bij de Rode Kruisambulance in Servië. Bij het uitbreken van de vijandelijkheden tijdens de Tweede Balkanoorlog in 1913 begaf hij zich opnieuw naar Servië: hij vergezelde dr. Lingbeek naar Belgrado. Deze ambulance keerde in oktober terug. Over deze inzet schreef dr. Hijmans in 1914 een bijdrage voor De Aarde en haar Volken.
Tijdens de Eerste Wereldoorlog werd dr. Hijmans via de Vereeniging Nederlandsche Ambulancen voor Duitsland en Oostenrijk-Hongarije, waarbij ook dr. Lanz was betrokken,  in januari 1916 chef-chuirurg van de ambulance in Boedapest. Met deze ambulance reisde Henriëtte Kuyper, de dochter van de oud-premier, mee. In augustus 1916 ging Hijmans met een deel van deze ambulance in Olmütz aan de slag. Na terugkomst in Nederland was dr. Hijmans belast met de inspectie van noodhospitalen en vanaf 1917 met de uitwisseling van Engelse en Duitse krijgsgevangenen in Nederland. Na de oorlog vervolgde hij zijn praktijk in Den Haag. Hij had diverse nevenfuncties, waaronder die van adviseur van Het Nederlandse Rode Kruis.
Voor zijn optreden op de Balkan werd hij benoemd tot Officier in de Orde van Sint-Sava, tot Ridder in de Orde van Oranje-Nassau en ontving hij de Rode Kruis medaille met gesp »Balkan 1912/13«. Voor zijn verdiensten tijdens zijn verdere loopbaan werd hij onder meer benoemd tot Honorary Officer van de Most Excellent Order of the British Empire (OBE) en ontving hij het Kruis van Verdienste van het Nederlandse Rode Kruis.